# بينينغتون
بينينغتون (بالإنجليزية: Bennington, Kansas)‏ هي مدينة تقع بولاية كانساس في الولايات المتحدة. تبلغ مساحة هذه المدينة 1.09 (كم²)، وترتفع عن سطح البحر 372 م، بلغ عدد سكانها 672 نسمة في عام 2010 حسب إحصاء مكتب تعداد الولايات المتحدة وتصل الكثافة السكانية فيها 617.8 نسمة/كم2.

## التركيبة السكانية
قام مكتب تعداد الولايات المتحدة بتحديد بيانات التركيبة السكانية لبينينغتونفي تعداد الولايات المتحدة. في ما يلي، التركيبة السكانية حسب تعدادي 2000 و2010.

### تعداد عام 2000
بلغ عدد سكان بينينغتون 623 نسمة بحسب تعداد عام 2000، وبلغ عدد الأسر 245 أسرة وعدد العائلات 182 عائلة مقيمة في المدينة. في حين سجلت الكثافة السكانية 1,474.4 نسمة لكل ميل مربع (569.3/كم2). وبلغ عدد الوحدات السكنية 266 وحدة بمتوسط كثافة قدره 629.5 نسمة لكل ميل مربع (243.1/كم2).
وتوزع التركيب العرقي للمدينة بنسبة 97.75% من البيض و 0.16% من الأمريكيين الأصليين و 0.16% من الأمريكيين ذوي الأصول الآسيوية و 0.16% من سكان جزر المحيط الهادئ و 0.16% من الأمريكيين الأفارقة و 1.28% من عرقين مختلطين أو أكثر.
بلغ عدد الأسر 245 أسرة كانت نسبة 37.6% منها لديها أطفال تحت سن الثامنة عشر تعيش معهم، وبلغت نسبة الأزواج القاطنين مع بعضهم البعض 60.8% من أصل المجموع الكلي للأسر، ونسبة 9.8% من الأسر كان لديها معيلات من الإناث دون وجود شريك، وكانت نسبة 25.7% من غير العائلات. تألفت نسبة 21.6% من أصل جميع الأسر من أفراد ونسبة 10.2% كانوا يعيش معهم شخص وحيد يبلغ من العمر 65 عاماً فما فوق. وبلغ متوسط حجم الأسرة المعيشية 2.96، أما متوسط حجم العائلات فبلغ 2.54.
بلغ العمر الوسطي للسكان 35 عاماً. وكانت نسبة 31.0% من القاطنين تحت سن الثامنة عشر، وكانت نسبة 3.9% بين الثامنة عشر والأربعة وعشرون عاماً، ونسبة 31.0% كانت واقعةً في الفئة العمرية ما بين الخامسة والعشرون حتى والأربعة وأربعون عاماً، ونسبة 22.2% كانت ما بين الخامسة والأربعون حتى الرابعة والستون، ونسبة 12.0% كانت ضمن فئة الخامسة والستون عاماً فما فوق. يوجد لكل 100 أنثى 95.9 ذكر، ويوجد لكل 100 أنثى في الثامنة عشر من عمرها فما فوق 93.7 ذكر.
بلغ متوسط دخل الأسرة في المدينة 37,303 دولار، أما متوسط دخل العائلة فبلغ 45,972 دولار. وكان متوسط دخل الذكور 32,143 دولار مقابل 21,429 دولار للإناث. وسجل دخل الفرد الخاص بالمدينة 15,919 دولار. وكانت نسبة 5.1% من العائلات ونسبة 6.0% من السكان تحت خط الفقر، وكان من هؤلاء نسبة 5.8% تحت سن الثامنة عشر ونسبة 6.0% في الخامسة والستين من العمر وما فوق.

### تعداد عام 2010
بلغ عدد سكان بينينغتون 672 نسمة بحسب تعداد عام 2010، وبلغ عدد الأسر 261 أسرة وعدد العائلات 188 عائلة مقيمة في المدينة. في حين سجلت الكثافة السكانية 1,600.0 نسمة لكل ميل مربع (617.8/كم2). وبلغ عدد الوحدات السكنية 283 وحدة بمتوسط كثافة قدره 673.8 لكل ميل مربع (260.2/كم2).
وتوزع التركيب العرقي للمدينة بنسبة 97.8% من البيض و 0.9% من الأمريكيين الأصليين و 0.3% من الأمريكيين الأفارقة و 1.0% من عرقين مختلطين أو أكثر.
بلغ عدد الأسر 261 أسرة كانت نسبة 37.2% منها لديها أطفال تحت سن الثامنة عشر تعيش معهم، وبلغت نسبة الأزواج القاطنين مع بعضهم البعض 61.7% من أصل المجموع الكلي للأسر، ونسبة 7.7% من الأسر كان لديها معيلات من الإناث دون وجود شريك، بينما كانت نسبة 2.7% من الأسر لديها معيلون من الذكور دون وجود شريكة وكانت نسبة 28.0% من غير العائلات. تألفت نسبة 25.7% من أصل جميع الأسر من أفراد ونسبة 8.8% كانوا يعيش معهم شخص وحيد يبلغ من العمر 65 عاماً فما فوق. وبلغ متوسط حجم الأسرة المعيشية 3.07، أما متوسط حجم العائلات فبلغ 2.57.
بلغ العمر الوسطي للسكان 37.4 عاماً. وكانت نسبة 28.4% من القاطنين تحت سن الثامنة عشر، وكانت نسبة 6.5% بين الثامنة عشر والأربعة وعشرون عاماً، ونسبة 27.3% كانت واقعةً في الفئة العمرية ما بين الخامسة والعشرون حتى والأربعة وأربعون عاماً، ونسبة 25% كانت ما بين الخامسة والأربعون حتى الرابعة والستون، ونسبة 12.9% كانت ضمن فئة الخامسة والستون عاماً فما فوق. وتوزع التركيب الجنسي للسكان بنسبة 52.8% ذكور و47.2% إناث.

## وصلات خارجية
- City Website
- The US50 - Cities and Towns in Kansas State